# Helge Reiss

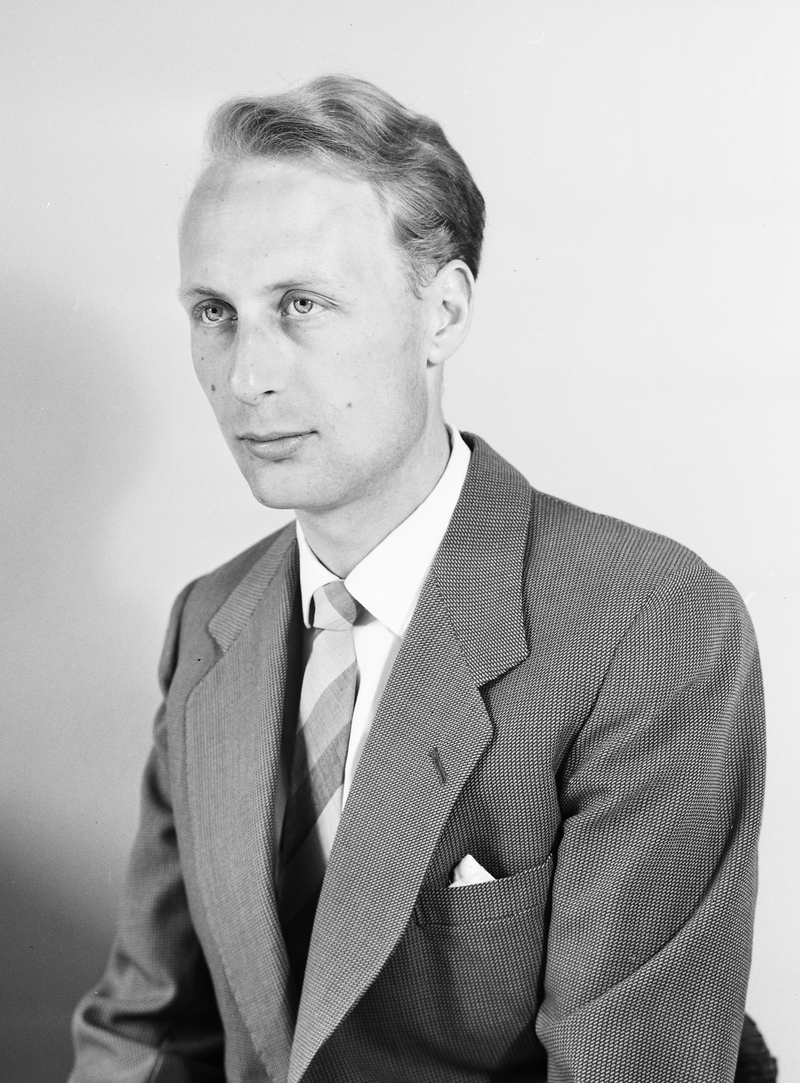
Helge Reiss um 1959

Helge Reiss (* 27. Februar 1928 in Oslo; † 11. November 2009 ebenda) war ein norwegischer Schauspieler.

## Werdegang
Reiss absolvierte 1949 sein Abitur und begann anschließend an der Nationaltheatrets elevskole (Schauspielschule des Nationaltheater) eine Schauspielausbildung. Ab 1949 ging er fest an das Det Nye Teater, aus dem 1959 das Oslo Nye Teater wurde. Reiss wurde zu einem unverzichtbaren Bestandteil dieses Theaters und arbeitete dort 50 Jahre lang, bis er 1998 in den Ruhestand ging. Ein besonderes Talent zeigte er am Theater beim Umsetzen von humorvollen und poetischen Rollen. Reiss wirkte auch als Filmschauspieler in vielen norwegischen Film- und Fernsehproduktionen mit.
In ganz Norwegen wurde Helge Reiss erstmals 1976 bekannt durch seine Darstellung des Baron Løvenvold in dem Film Olsenbanden for full musikk der norwegischen Olsenbanden-Filmreihe. 1979 übernahm er die Hauptrolle des Professor Drøvel in der Fernsehserie Brødrene Dal. In der Titelfigur des Professor Drøvel war er dort auch zusätzlich in jeder Folge aller Episoden für ca. 20 Sekunden in der Anfangssequenz zu sehen. Ebenso trat er 2005 in der späteren Fortführung von Brødrene Dal erneut wieder als Professor Drøvel in Brødrene Dal og Mysteriet om Karl XIIs gamasjer auf.
Reiss hatte verschiedene Gastrollen in mehreren Episoden der beiden norwegischen Fernsehserien Mot i brøstet und Karl & Co. Des Weiteren spielte er 2009 die Rolle des böhmischen Poeten Gregor Bang in der Fernsehserie Hotel Caesar des norwegischen Fernsehsenders TV 2. 2009 sprach er die Hauptrolle der Figur des Carl Fredricksen in der norwegischen Synchronfassung des computeranimierten Spielfilms Oben.

## Familie
Helge Reiss war der Sohn des norwegischen Schauspielers Thorleif Reiss (1898–1988) und seiner Frau, der Schauspielerin Esther Colbjørnsen Dahl (1896–1941). Seit 1951 war er mit der Rektorin Marit Billington (1928–2004) verheiratet und ist der Vater des Jazzmusikers George Michael Reiss (* 1956) und der Theaterschauspielerin, Dramaturgin sowie Regisseurin Esther Reiss (* 1954).

## Filmografie
- 1948: Den hemmelighetsfulle leiligheten als Kellner
- 1959: 5 loddrett als Verkäufer
- 1961: Hans Nielsen Hauge als Oberstaatsanwalt Lumholtz
- 1970: Skulle det dukke opp flere lik, er det bare å ringe … als Polizeibeamter Jeremias Pedersen Grodahl
- 1971: Gråt, elskede mann
- 1974: Marve Fleksnes – der einsame Junggeselle (Den siste Fleksnes) als Flugpassagier
- 1974–2003: Fleksnes fataliteter (Fernsehserie)
- 1975: Hintertupfinger Grand Prix (Flåklypa Grand Prix) als Rudolf Blodstrupmoen (norwegische Synchronstimme)
- 1976: Bør Børson II als O.G. Hansen
- 1976: Olsenbanden for full musikk als Baron Løvenvold
- 1977: Olsenbanden & Dynamitt-Harry på sporet
- 1978: Formynderne als Professor Hieronimus
- 1980: La elva leve! als Industriepräsentant
- 1982: For Tors skyld als Vater von Laila
- 1985: Deilig er fjorden! als Svoger
- 1987: På stigende kurs als Disponent
- 1992: Det perfekte mord
- 1995–1997: Mot i brøstet
- 1998: Karl & Co
- 1998: Nr. 13
- 1998: Sonny, der Entendetektiv (Solan, Ludvig og Gurin med reverompa) als Rudolf Blodstrupmoen (norwegische Synchronstimme)
- 1999: Johannas jul (Fernsehserie)
- 2000: Hovmod (Kurzfilm)
- 2000: De 7 dødssyndene als Hovmod
- 2003: Elling – Nicht ohne meine Mutter (Mors Elling) als Oberst Bugge-Høvik
- 2004: Gråtass – Hemmeligheten på gården als Advokat Antonsen
- 2004: Hos Martin
- 2005: Tjuefjerde (Miniserie)
- 2005: Brødrene Dal og mysteriet med Karl XIIs gamasjer (Miniserie)
- 2009: Oben als Carl Fredricksen (norwegische Synchronstimme)
- 2009: Hotel Cæsar  (Fernsehserie) als Gregorius Bang